# Anne Burrell
Anne W. Burrell (Cazenovia (New York), 21 september 1969 – Brooklyn (New York), 17 juni 2025) was een Amerikaanse chef-kok, televisiepersoonlijkheid en docent aan het Institute of Culinary Education. 
Ze presenteerde het Food Network-programma Secrets of a Restaurant Chef en was mede-presentator van Worst Cooks in America. Ze was ook een van de souschefs van Mario Batali in de serie Iron Chef America en verscheen in andere programma's van het netwerk, zoals The Best Thing I Ever Ate.
Burrell overleed op 17 juni 2025. Ze werd bewusteloos aangetroffen in haar huis in Brooklyn.
Eind juli 2025 blijkt het te gaan om zelfmoord door intoxicatie van allerlei ingenomen medicatie.